# Şotlanlı (Ağcabədi)
Şotlanlı è un comune dell'Azerbaigian situato nel distretto di Ağcabədi. Conta una popolazione di 285 abitanti.